# Ladrones
Ladrones és una pel·lícula dramàtica que va sortir a la pantalla gran el 2007, dirigida per Jaime Marqués Olarreaga i protagonitzada per Juan José Ballesta i Maria Valverde.

## Argument
L'Àlex (Juan José Ballesta), després que la policia enxampés a la seva mare (Maria Ballesteros) i es quedés sol, l'únic que sabia era el que ella li havia ensenyat, robar. Després va estar-se en un internat fins a la majoria d'edat. Quan va sortir va anar a buscar feina a la ciutat i en va trobar de perruquer. Desesperat per trobar a la seva mare, es va posar a treballar per a un home d'un antiquari robant coses que ell demanava.
Un dia en un supermercat va trobar la Sara, a la que va ajudar, ja que l'havien enxampat robant. Els dos van unir-se per robar d'una manera més eficaç i formaven un bon equip. En ser enxampats per la policia la Sara es va adonar que no era cosa d'ells dos, si no que treballaven per aquell home. Ella es va enfadar.
L'Àlex, cansat de la seva vida, va demanar explicacions sobre la seva mare a l'home de l'antiquari i va descobrir que la seva mare era prostituta. Es va enfadar tant que va cremar l'antiquari i va anar a buscar la Sara, que aquesta volia tornar a robar altrecop amb ell. Ell per protegir-la es va negar i es va allunyar d'ella.

## Repartiment
- Juan José Ballesta és Àlex.
- María Valverde és Sara.
- Patrick Bauchau és l'antiquari.
- María Ballesteros és la mare de l'Àlex.
- Carlos Kaniowsky és el perruquer.
- Christian Sampedro és l'aprenent.

## Premis
- Premi especial del Jurat al Festival de Cinema de Màlaga (2007)